# ロナルド・レーガン自由賞

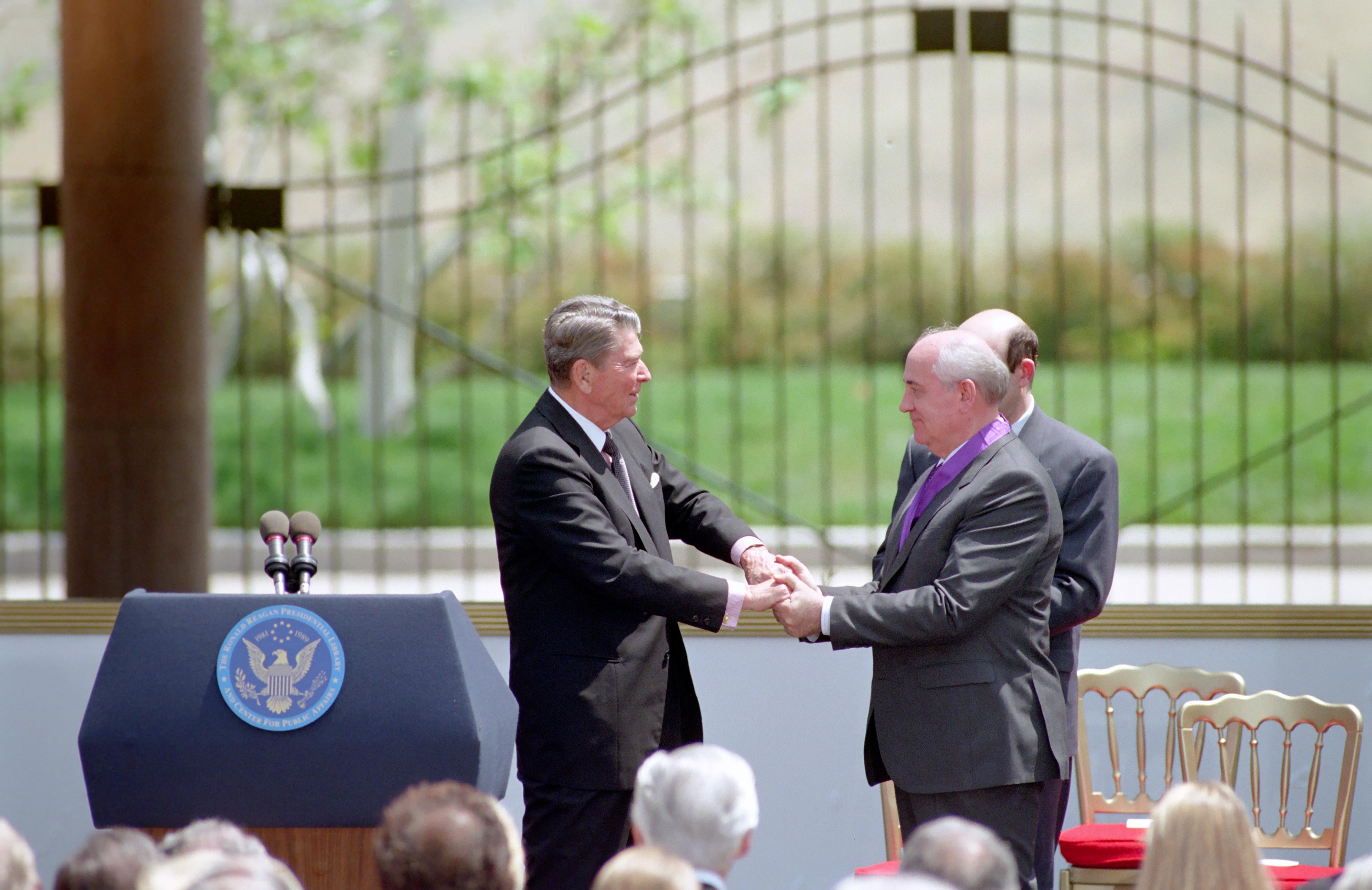
1992年、レーガン大統領図書館にて、最初のレーガン自由賞がゴルバチョフ元ソ連大統領に与えられる

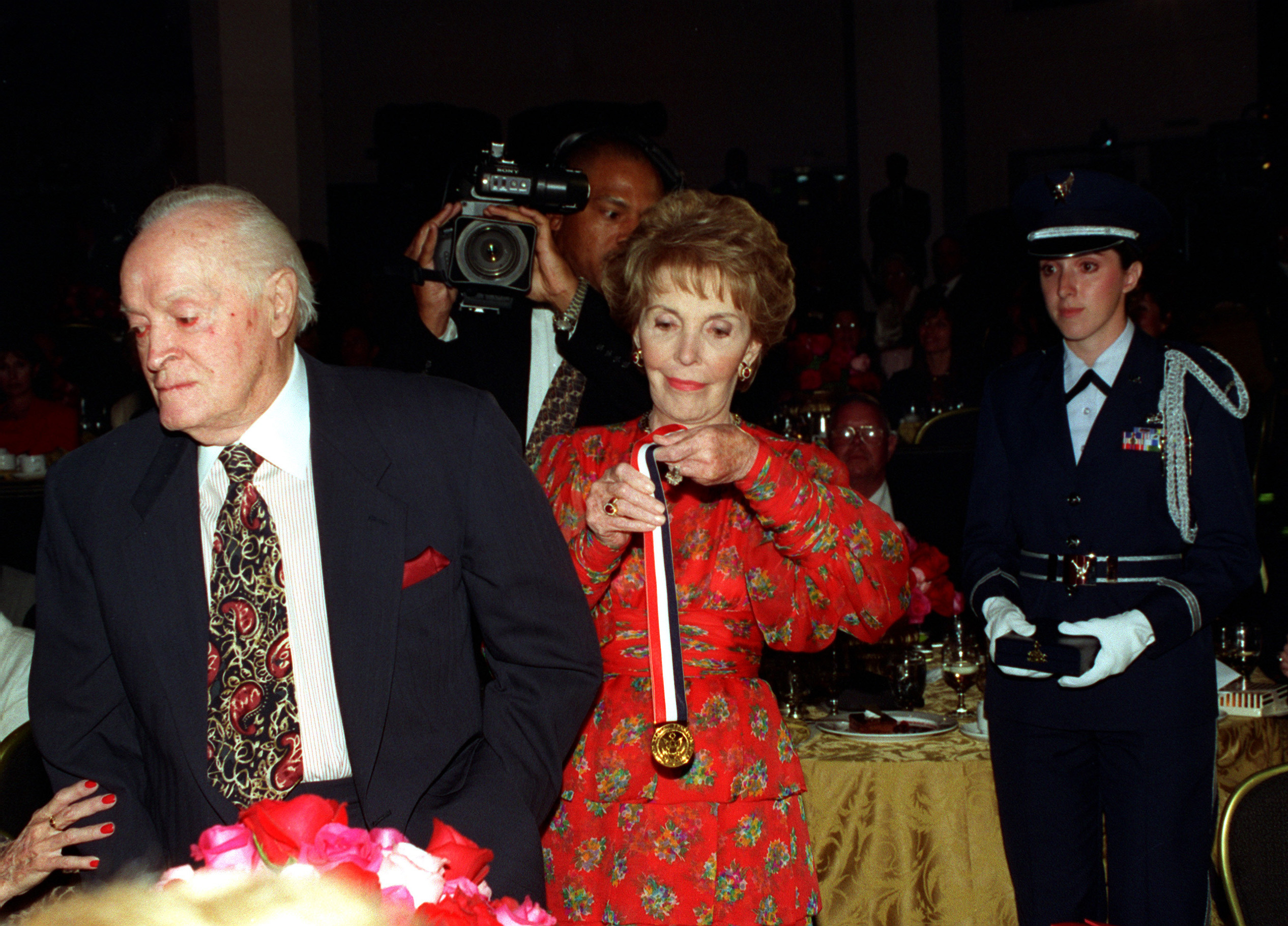
1997年、ナンシー夫人がコメディアンのボブ・ホープに授与

ロナルド・レーガン自由賞（ロナルドレーガンじゆうしょう、Ronald Reagan Freedom Award）は、私設団体であるロナルド・レーガン大統領財団によって文民に与えられる最高の勲章。「自由を世界中に広めるために、多大かつ継続的な貢献をした」人物に与えられる。
最初の授与は1992年に行われ、その時はロナルド自身が授与した。翌1993年も自身が授与したが、1994年には妻のナンシー・レーガンが夫の代わりに授与している。ロナルドはその数ヶ月前にアルツハイマー病と診断されており、式典に出席することができなかった。ロナルドは2004年に死去し、その後はナンシーにより授与された。そのナンシーも2016年に死去した。
この賞を受賞するためには、「自由を世界中に広めるために、多大かつ継続的な貢献」を行い、同時に「レーガン大統領が生涯持ち続けた、一人の男性または女性が、変革をもたらすことができるという信念を体現しなくてはならない」。

## 受賞者
レーガン96歳の誕生日にあたる2007年2月6日にメダルを受賞したジョージ・H・W・ブッシュ元大統領は、「アメリカ国民とコミュニケーションする機会があれば、小さなロナルド・レーガンが私の中にいればと思う。私は前任者の優れた能力の恩恵を受けていると、誰が知っているだろうか？私はまだ彼に雇われているのかもしれないね」と述べている。真面目な表現としては、後の演説で「ロナルド・レーガンと共に働いたことは、私の人生の中で最も素晴らしい喜びの一つだった」と語っている。ブッシュはレーガンが大統領であった8年間、副大統領として務めた。
2008年9月17日には、ナンシー夫人より旧ソビエト連邦の反体制運動家であったナタン・シャランスキーに贈られた
。

### 受賞者一覧
- 1992年 – ミハイル・ゴルバチョフ、旧ソビエト連邦の元最高指導者。
- 1993年 – コリン・パウエル、レーガン政権時の国家安全保障問題担当大統領補佐官。
- 1994年 – イツハク・ラビン、元イスラエル首相。
- 1995年 – フセイン1世、元ヨルダン国王。
- 1997年 – ボブ・ホープ、コメディアン。
- 1998年 – マーガレット・サッチャー、元イギリス首相。
- 2000年 – ビリー・グラハム、福音伝道師。
- 2002年 – ルドルフ・ジュリアーニ、元ニューヨーク市長。
- 2007年 – ジョージ・H・W・ブッシュ、元アメリカ合衆国大統領。レーガン政権下で副大統領として仕えた。
- 2008年 – ナタン・シャランスキー、かつてのKGBによる囚人、人権活動家、イスラエルの政治家。
- 2011年 – レフ・ヴァウェンサ[4]、元ポーランド共和国大統領、独立自主管理労働組合「連帯」創設メンバー。
- 2022年 - ウォロディミル・ゼレンスキー[5]、ウクライナ大統領。